# Degallierister pseudohamatus
Degallierister pseudohamatus är en skalbaggsart som först beskrevs av Kanaar 1981.  Degallierister pseudohamatus ingår i släktet Degallierister och familjen stumpbaggar. Inga underarter finns listade i Catalogue of Life.